# Heinz Spanknobel
Heinz Spanknobel a fost un imigrant german în Statele Unite ale Americii care nu a fost naturalizat. În mai 1933, Rudolf Hess l-a autorizat pe Spanknobel să înființeze o organizație americană nazistă. Pe baza acestei directive, Spanknobel a fondat organizația pronazistă Friends of New Germany. În octombrie 1933, Spanknobel a părăsit teritoriul Statelor Unite - expulzat sau refugiat - după ce Marele Juriu Federal din New York l-a găsit vinovat că nu s-a înregistrat ca agent străin.<Times, 14 May 1938>